# XEQ-AM
La Q México es una estación de radio localizada en la Ciudad de México. Transmite en los 940 kHz de la banda de amplitud modulada con 30,000 watts de potencia, canal libre internacional. Transmite música tropical, música regional mexicana y balada romántica del recuerdo.

## Historia
Luego del éxito rotundo de XEW y ante el hecho de que faltaba espacio para artistas y anunciantes, Emilio Azcárraga Vidaurreta funda otra radiodifusora a la cual se le asignaron las siglas XEQ.
El 31 de octubre de 1938, en José María Marroquí # 11- 5.º piso en los altos del cine Alameda todo estaba listo para el inicio de transmisiones de la nueva difusora, que desde su fundación fue un gran éxito, ya que cuando todo estaba listo para que el suceso se diera en punto de las 19:00 h se fue la luz y Azcárraga determinó, que iniciara transmisiones en pleno día de muertos, pese a ello, la celebración siempre ha sido el día que estuvo planeado.
Los primeros directivos fueron Enrique Contel y Emilio Balli, también dirigió la estación Mariano Rivera Conde y otros funcionarios como Rafael Cardona, Jorge Yáñez, Jorge Labardini, Ramiro Garza, entre muchos otros más.
Su primera puesta en el aire estaba constituida por quince programas musicales que cubrían el día completo, señalando en el programa inaugural, que dicha transmisión sería un modelo de los programas que se presentarían y que la estación estaba “al servicio de usted, el comercio y la industria nacional”.
Uno de los tesoros más preciados de la estación es que la canción mexicana más famosa en todo el mundo nació en XEQ, Bésame mucho tema escrito en 1940 por la compositora mexicana Consuelito Velázquez, quien debutó en la radio el día de su inauguración.
La difusora no sólo brillo en la parte musical, la gran figura de la crónica deportiva Pedro “Mago” Septién, transmitió la primera serie mundial en la radio mexicana, desde la habitación de un hotel en la ciudad de Nueva York, al negársele la entrada al Yankee Stadium.  Así mismo, la primera una corrida de toros desde la Plaza México tuvo lugar en esta frecuencia.
Hablando del mundo cinematográfico, XEQ no se podía quedar atrás, ésta fue la casa donde se realizó y transmitió la única radionovela que protagonizara el máximo ídolo popular: Pedro Infante “Ahí viene Martín Corona”.
Programas íconos de la radio como “La Hora del aficionado” “La Banda del Huipanguillo”, “Así es mi tierra”, “Noches Tapatías”, “El Risámetro”, “El monje loco”, “Quiero Trabajar”, “La policía siempre vigila”, “Revista Fílmica del Aire”, “Hogar dulce hogar”, “El Cochinito”, “Mundo Deportivo” o “Qué opina usted”, nacieron en estos micrófonos. Algunas de estas ideas emigraron a la televisión.
La Q, que tuvo el primer departamento de producción radiofónica, transmitió en plena II Guerra Mundial, en cadena con la CBS para todo el continente, “Calling para América”.
De manera permanente a través de su "Cadena Azul" emitió programas a lo largo y ancho del país. Aquí nació la Tropi Q; así como el primer modelo de música grupera en la Ciudad de México llamada La Súper Q, también La Q Mexicana; en los últimos tiempos, por 10 años, formó parte de la cadena panamericana Bésame Radio.
Primero en el 710 para luego pasar en los años 1940 al 940 de amplitud modulada, hoy dando un salto al pasado para hacer más atractivo el presente, XEQ Radio transmite bajo su denominación original.
Por los micrófonos de la difusora desfilaron artistas de la talla de María Félix, Jorge Negrete, José Alfredo Jiménez, Marga López, Cantinflas, Katy Jurado, Rosita Arenas, Blanca Estela Pavón, Arturo de Córdova, Amparo Montes, Manuel Esperón, Tata Nacho, Toña La Negra, Nicolás Urcelay, Mario Ruiz Armengol, Las Tres Conchitas, Miguel Prado, Miguel Aceves Mejía, Benny Moore, Néstor Mesta Chayres y Manolita Arriola; así como también las orquestas de Pablo Beltrán Ruiz, Ernesto Riestra, Chucho Ferrer y Absalón Pérez.
Desde Alfonso Reyes hasta Carlos Fuentes, pasando por Paco Huerta, la Q ha tenido colaboradores de primer nivel; de sus locutores destacamos a Ramiro Gamboa, Carlos Pickering, Rubén Marín y Kall, Enrique Bermúdez Olvera, Pedro “Mago” Septién, Pura Córdova, Salvador Pliego Montes, Carlos Albert, Paco Malgesto, Jacobo Zabludovsky, José Salvatella, Alejandro Rodríguez Morán, Pedro Ferriz Santacruz, Jorge Zúñiga, Panzón Panseco, Melquiades Sánchez Orozco, José Ángel Espinoza “Ferrusquilla” y Humberto Tamayo. Actualmente, en la frecuencia del 940 de AM se transmite balada de los 60’ s, 70's y 80's; así como lo mejor de la música popular de distintos géneros con programas que dan cuenta de su gran historia como “Los más grandes”, “Rock 940”, “Los amos del camino”, “Luchas Triple Q”, “Noches Tropi Q” y “La Q Mexicana”.
El “Estudio Verde y Oro” con Rodrigo de la Cadena, (viernes 19:00 h) evoca las grandes obras de la lírica en la época de Oro de la canción romántica y de la propia XEQ.
El 31 de octubre pasado de 2013, se llevó a cabo en la Cueva  –Foro Canacintra, el primer festejo de aniversario, con la actuación de la Big Band de Tino Martin, Rodrigo de la Cadena, Aída Cuevas y Gualberto Castro. En su género es la única difusora con producciones en línea, que transmite en tiempo real a través de su portal en la aplicación de TuneIn Radio, a través de su actividad en redes sociales vía Facebook y Twitter.
El personal de locutores actual lo conforman Eugenio López, Rubén Mercado Rivas, Arturo Díaz, Alfonso Romero, Constanzo Campini, Oscar Farelas, Luis Manuel Veloz y Jesús Ugalde.
A 75 años de distancia, XEQ Radio, pilar de la radiodifusión nacional, conmemoró su aniversario con reconocimientos entre otros de la Asociación Nacional de Locutores y la Sociedad de Autores y Compositores de México, así como el ser la primera estación en plasmar su micrófono en la Plaza de las Estrellas en la Ciudad de México.
Durante 2002, bajo la dirección de Heriberto Vázquez Muñoz, XEQ Radio fue una difusora que colaboraba para vivir mejor, con lenguaje personal y positivo, que ayudaría al público en aspectos de entretenimiento cultura o salud, a su vez de ser socialmente responsable a las situaciones o causas sociales.
A partir del 18 de mayo de 2015, XEQ Radio llegó a su fin dando lugar a la marca Ke Buena. A diferencia del 92.9 FM, la programación de Ke Buena 940 AM consistía de música tropical, dejando de lado el formato regional mexicano.
Para finales de 2019, se decide transmitir en simultáneo con 92.9, dejando de lado la programación tropical, regresando al formato regional mexicano.
El 19 de agosto de 2023, después de ser repetidora del 92.9 FM, la frecuencia se renueva como "La Q 940", trasladándose al 940 AM, y transmitiendo música tropical, regional mexicano y balada romántica del recuerdo.

## Locutores actuales
- Heriberto Vázquez Muñoz
- Rubén Mercado Rivas
- Arturo David Díaz Orozco
- Alfonso Romero
- Eugenio López
- Jesús Ugalde López
- Constanzo Campini de los Ocampo

## Locutores renombrados que colaboraron anteriormente
- Pedro "El Mago" Septién
- Rubén Marín y Kall
- Ramiro Gamboa ("Tío Gamboín")
- Carlos Fuentes Argüelles
- Jorge Labardini
- Carlos Píckering
- Rubén Zepeda Novelo
- Jorge Zúñiga Campos
- Melquíades Sánchez Orozco
- Luis Ángel Cisneros Llausás

Otros locutores:
- José Alberto Sánchez
- Karla Santillán
- Francisco Rodríguez
- Édgar Leal Madrid ("El pequeño locutor")
- Iván Sánchez

## Formatos de la emisora
Estos son los nombres de algunos de los formatos con los que se ha conocido a la estación XEQ-AM 940 kHz:
- XEQ (1938-1992)
- La Q Mexicana (1992-1993)
- La Q (1993-1997)
- Q 940 AM, con el lema "comunicación total". (1997-1998)
- La Tropi Q (1998-1999)
- Cadena Q Verde y Oro (1999-2001)
- Enamorada 940 AM (2001-2004)
- Bésame 940, con el lema "La Radio Apasionada" (2004-2013)
- XEQ Radio 940 AM (2013-2015)
- Ke Buena (versión de tropical) (2015-2019)
- Ke Buena (versión de grupera, simultáneo en el 92.9 FM) (2019-2023)
- La Q 940 AM (versión de grupera, tropical y romántica del recuerdo) (2023-presente)